# Đinh Ngọc Liên
Đinh Ngọc Liên (1 tháng 5 năm 1912 – 1991) là nhạc sĩ chỉ huy dàn nhạc kèn của quân nhạc Việt Nam. Ông là nghệ sĩ đầu tiên của Quân đội nhân dân Việt Nam được Nhà nước phong tặng danh hiệu Nghệ sĩ nhân dân.

## Thân thế
Ông sinh ngày 1 tháng 5 năm 1912 tại làng Phú Nhai, xã Trà Lũ, huyện Xuân Trường, Nam Định. Lớn lên, ông tham gia đội nhạc lính khố xanh trực thuộc Tòa Thống sứ Bắc Kỳ (thành lập năm 1924, do Camille Parmentier chỉ huy). Sau khi Nhật đảo chính Pháp, Parmentier rời Hà Nội trở về Pháp, ông được bầu lên làm đội trưởng. Ông còn được gọi với tên Quản Liên. Sau khi Cách mạng tháng 8 thành công, ông cùng 72 nhạc công của đội đi theo Việt Minh, trở thành Ban âm nhạc Giải phóng quân (tiền thân của Quân nhạc Quân đội nhân dân Việt Nam). Trong ngày Quốc khánh 2 tháng 9 năm 1945, đoàn nhạc kèn do ông chỉ huy đã cử Tiến quân ca (Văn Cao) trong buổi lễ chào cờ tại Quảng trường Ba Đình. Ông cùng nhạc sĩ Nguyễn Hữu Hiếu đã bàn với Văn Cao thống nhất sửa hai chữ trong Tiến quân ca, cụ thể là rút ngắn độ dài của nốt rê đầu tiên ở chữ "Đoàn" và nốt mi ở chữ "xác" để làm cho bản nhạc khoẻ khoắn hơn. Đoàn còn biểu diễn Vũ khúc tưng bừng (Lương Ngọc Trác), Diệt phát xít (Nguyễn Đình Thi) và một số nhạc phẩm khác. Thời kỳ kháng chiến chống Pháp, dàn nhạc trở thành một tiểu đoàn quân nhạc dưới sự chỉ huy của ông, từng biểu diễn trong ngày đón Trung ương Đảng và Chính phủ cùng Hồ Chủ tịch về Thủ đô (11-1955). Trong suốt những năm kháng chiến chống Pháp, ông đã phối khí, chuyển soạn nhiều ca khúc cách mạng, đánh dấu bước đi đầu tiên của khí nhạc Việt Nam sau này.
Ông là một trong những người có công xây dựng Đoàn quân nhạc Việt Nam trở thành chính quy. Sau này, ông giữ chức Đoàn trưởng Đoàn quân nhạc Việt Nam và được phong quân hàm Đại tá. Ngoài công việc chỉ huy dàn dựng, ông còn tham gia đào tạo nhiều học sinh, nhiều người đã trở thành những nghệ sĩ uy tín trong và ngoài quân đội. Ngoài ra, ông còn viết một số bản hòa tấu kèn như: Chiến thắng Phủ Thông, Xuân chiến thắng, Hải cảng về ta, Chúng ta có Bác Hồ, Vọng gác tiền tiêu, Hành khúc tang lễ. Với những đóng góp của mình, năm 1988, ông được phong tặng danh hiệu Nghệ sĩ nhân dân.
Ông mất năm 1991, hưởng thọ 79 tuổi.

## Đời tư
Nhạc sĩ Đinh Ngọc Liên có hai người vợ, người vợ đầu tiên là bà Nguyễn Thị Cát, hai người có 4 người con. Do chiến tranh, Nhạc sĩ và người vợ đầu đã thất lạc nhau, sau này ông gặp và cưới nữ ca sĩ Bùi Thị Thái, tức Nghệ sĩ Nhân dân Tuyết Mai, sau này là phát thanh viên nổi tiếng của Đài Tiếng nói Việt Nam. Hai người đã có ba người con.

## Giải thưởng
Năm 2017, ông được Nhà nước truy tặng Giải thưởng Hồ Chí Minh về văn học - nghệ thuật cho các tác phẩm: Cụm tác phẩm nhạc nghi lễ: "Trống hành khúc, trống tang lễ", "Nhạc chào mừng", "Các bài kèn hiệu"; các tác phẩm khí nhạc: "Xuân chiến thắng", "Vọng gác tiền tiêu miền duyên hải" và các ca khúc: "Phủ Thông chiến thắng", "Hải cảng về ta".